# Érize-la-Brûlée
Érize-la-Brûlée is een gemeente in het Franse departement Meuse in de regio Grand Est. De gemeente telde 174 inwoners op 1 januari 2022.
De plaats maakt deel uit van het kanton Bar-le-Duc-1 in het arrondissement Bar-le-Duc. Voor 22 maart 2015 was het deel van het kanton Vavincourt, dat die dag werd opgeheven.

## Geografie
De oppervlakte van Érize-la-Brûlée bedraagt 10,82 vierkante kilometer; Op 1 januari 2022 was de bevolkingsdichtheid 16,1 inwoners per km².
De onderstaande kaart toont de ligging van Érize-la-Brûlée met de belangrijkste infrastructuur en aangrenzende gemeenten.

## Demografie
Onderstaande figuur toont het verloop van het inwonertal.